# نارینیو (کوندینامارکا)
نارینیو (به اسپانیایی: Nariño) یک منطقهٔ مسکونی در کلمبیا است که در شهرستان کوندینامارکا واقع شده‌است. نارینیو ۲۶۳ متر بالاتر از سطح دریا واقع شده‌است.